# Université d'État de Kherson
L'université d'État de Kherson (en ukrainien : Херсонський державний університет, a été créée en 1917 par des enseignants de l'Université de Tartu elle se trouve en Ukraine.
En 1924 elle est nommée NK Krupskay. Elle est fermée entre 1941 et 1944 pour ouvrir de nouveau en cinq branches d'enseignement : mathématiques, sciences, littéraire, géographie, histoire. C'est en 2002 qu'elle prend sa dénomination actuelle.

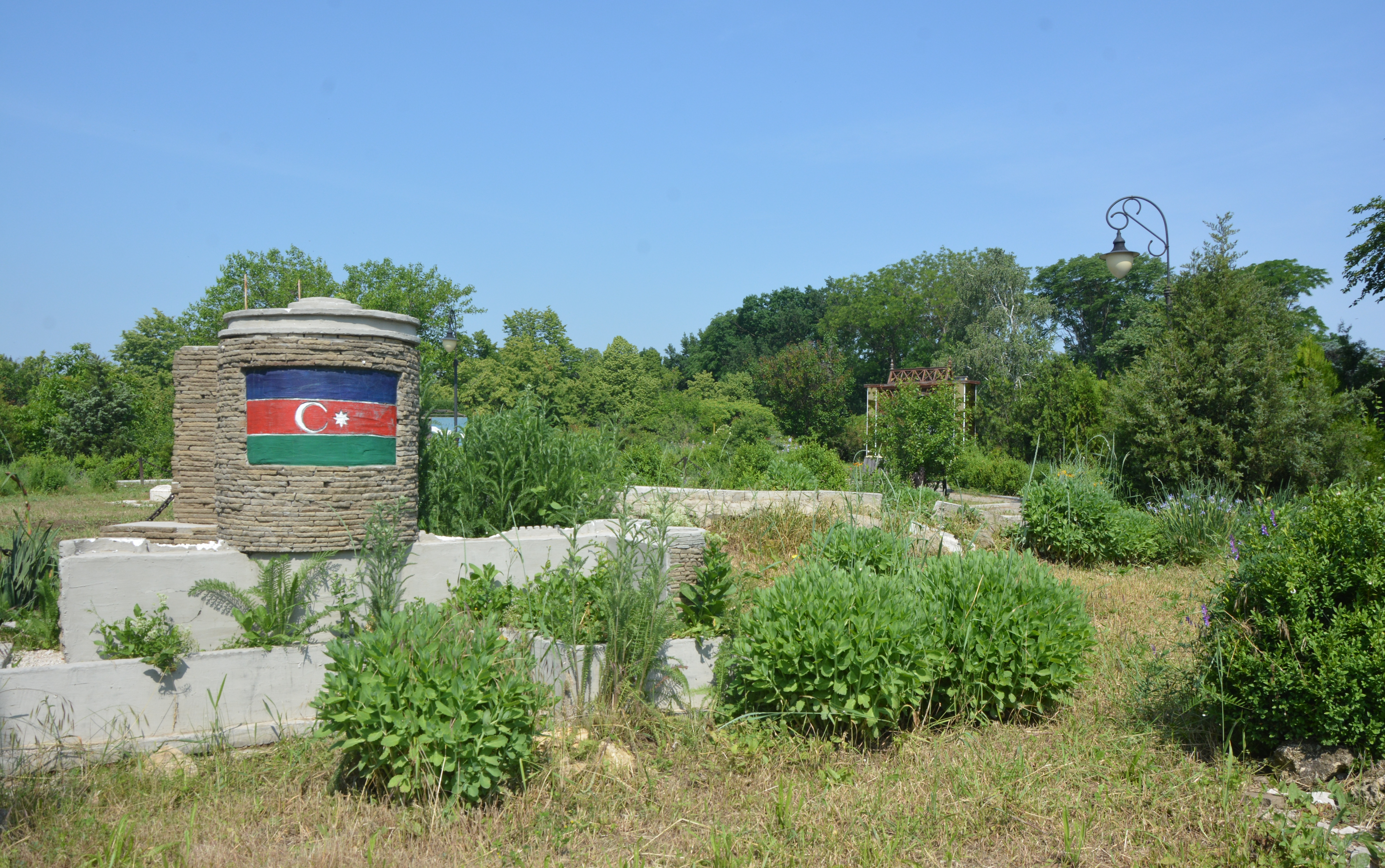
Son
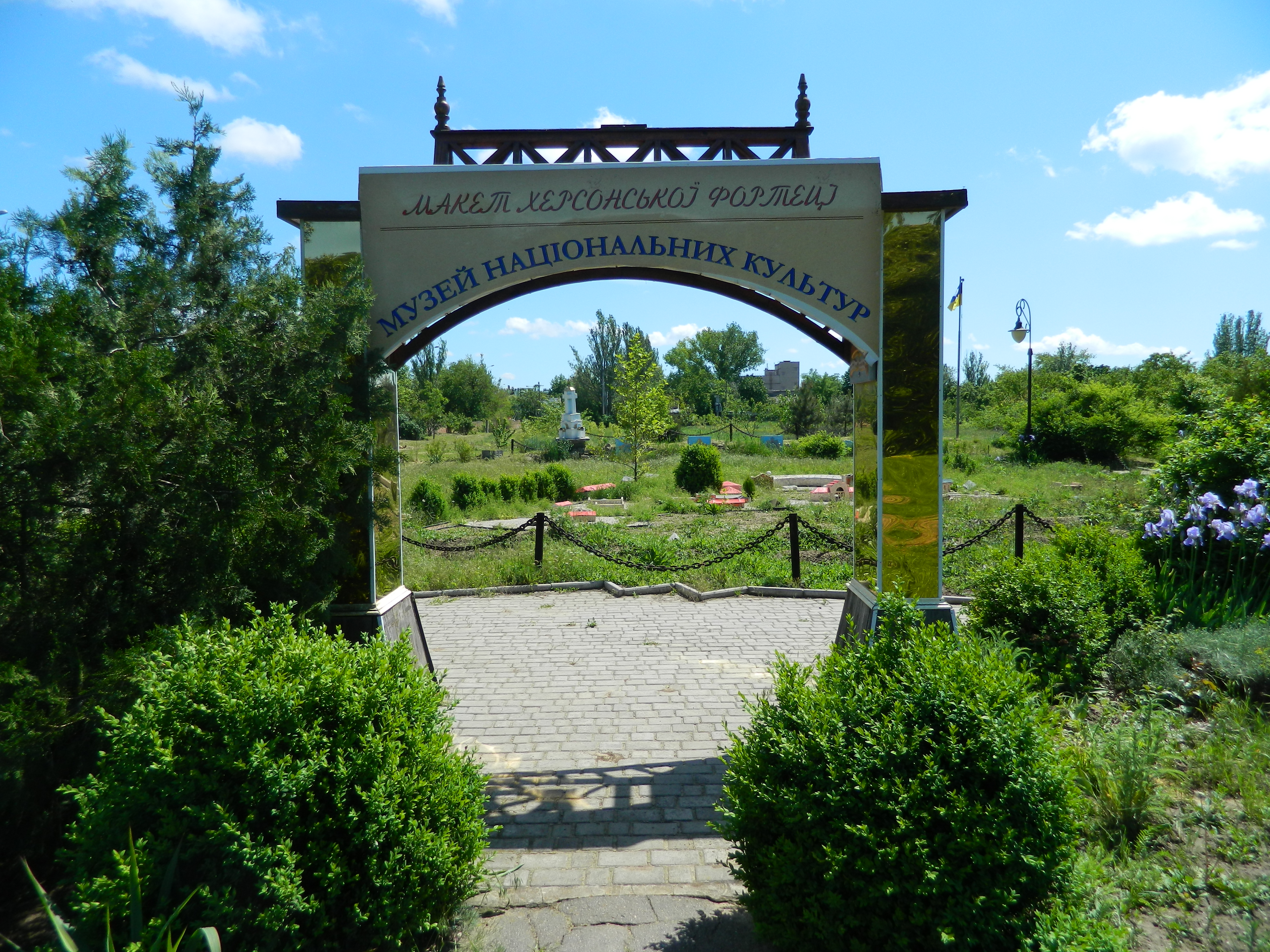
jardin botanique
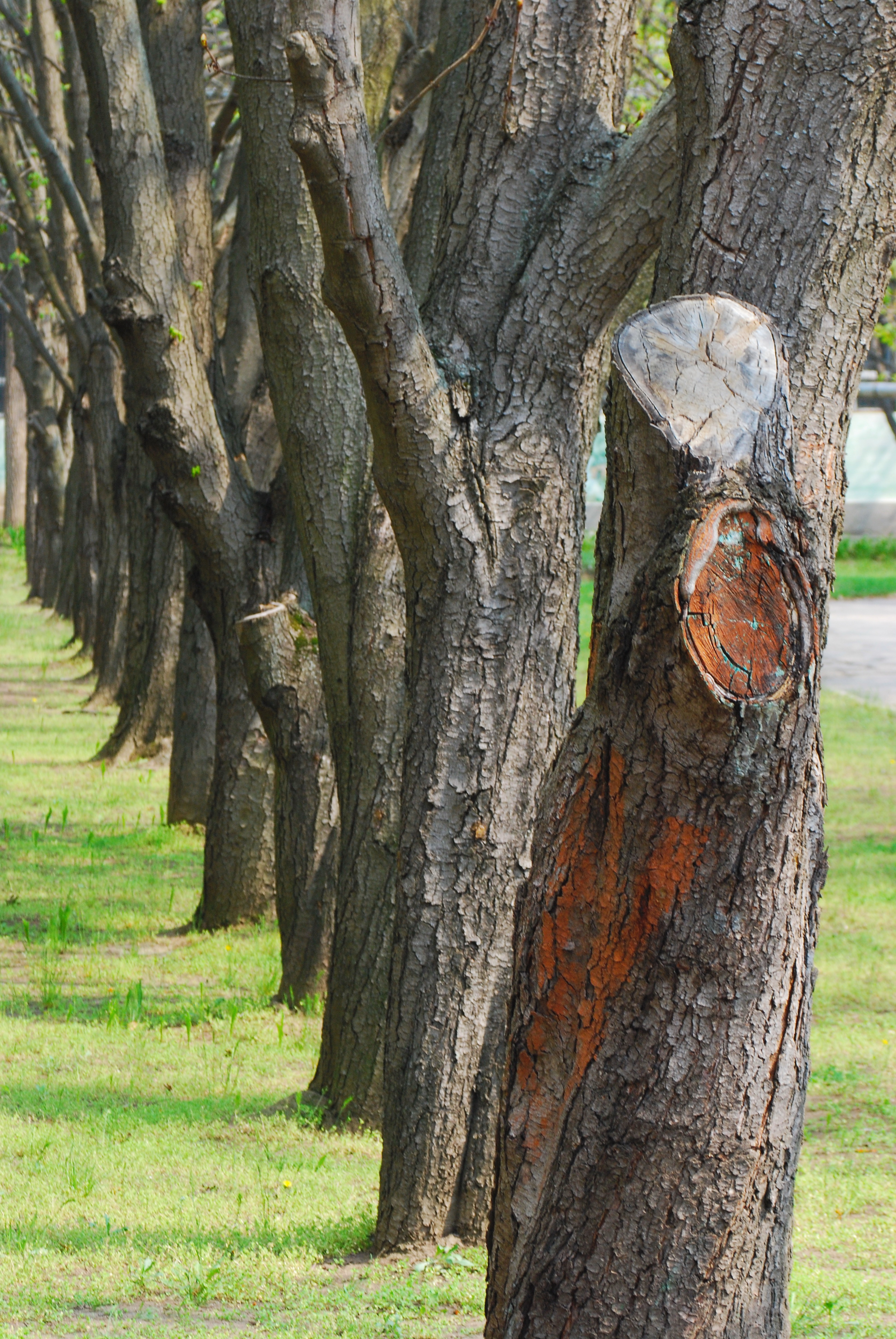
et arboretum.
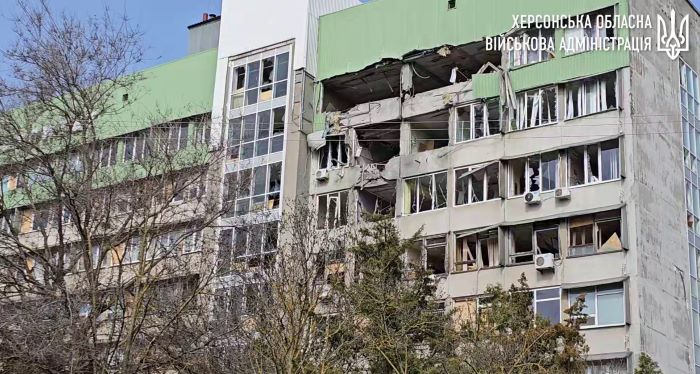
Touchée en mars 2024 par une attaque russe.